# Carbondale (Kansas)
Carbondale é uma cidade localizada no estado americano de Kansas, no Condado de Osage.

## Demografia
Segundo o censo americano de 2000, a sua população era de 1478 habitantes.
Em 2006, foi estimada uma população de 1440, um decréscimo de 38 (-2.6%).

## Geografia
De acordo com o United States Census Bureau tem uma área de
2,0 km², dos quais 1,9 km² cobertos por terra e 0,1 km² cobertos por água. Carbondale localiza-se a aproximadamente 335 m acima do nível do mar.

## Localidades na vizinhança
O diagrama seguinte representa as localidades num raio de 24 km ao redor de Carbondale.